# Jacob Ruppert
Jacob Ruppert Jr. (New York, 5 agosto 1867 – New York, 13 gennaio 1939) è stato un dirigente sportivo e politico statunitense, introdotto nella National Baseball Hall of Fame nel 2013.

## Biografia
Ruppert, interessato al baseball sin dall'infanzia, tentò di ottenere la proprietà di una franchigia della Major League Baseball a partire dai New York Giants in numerose occasioni. Nel 1915, assieme a Tillinghast L'Hommedieu Huston, un ex ingegnere e colonnello dell'Esercito degli Stati Uniti acquisirono i New York Yankees per 480.000 dollari. La squadra all'epoca era spesso in fondo alle classifiche e aveva avuto più vittorie che sconfitte in sole quattro occasioni su dodici e solo una dal 1906 dopo essersi trasferita nel 1903 da Baltimora, dove giocava con il nome di "Orioles".

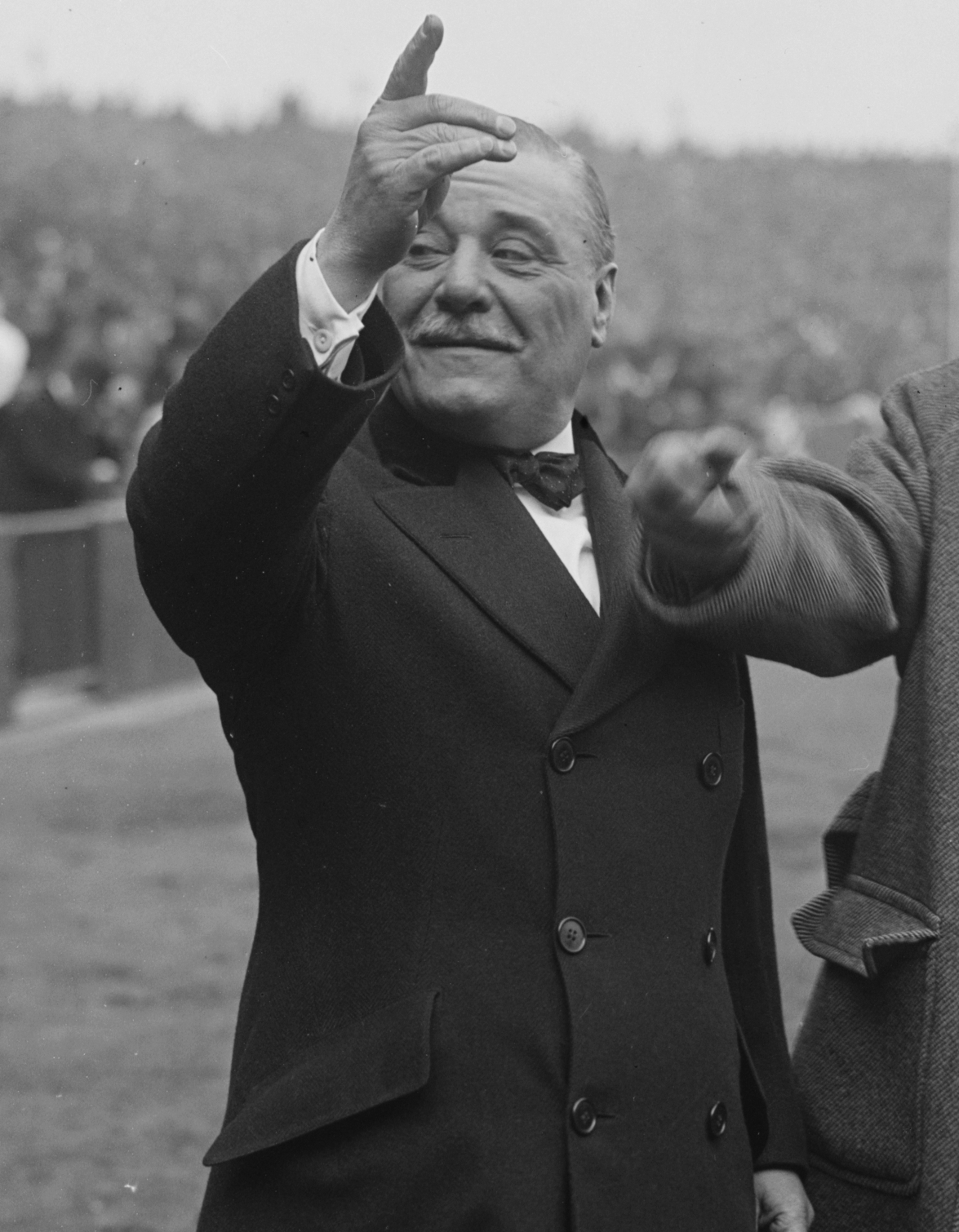
Ruppert nel 1923

Dopo la stagione 1917, Ban Johnson, presidente dell'American League, suggerì a Ruppert di assumere il manager dei St. Louis Cardinals Miller Huggins, il quale firmò un contratto biennale. Huston però non fu d'accordo con la decisione e cedette la propria quota a Ruppert nel 1922.
Gli Yankees acquistarono le stella Babe Ruth dai Boston Red Sox nel 1919, fatto che cambiò il destino della franchigia e la rese profittevole. Gli Yankees iniziarono a superare i Giants, con cui condividevano il Polo Grounds. Nel 1921 il club vinse il suo primo pennant ma perse contro i Giants le World Series 1921. Come risultato della crescente popolarità degli Yankees, Charles Stoneham, proprietario dei Giants e del Polo Grounds, aumentò l'affitto della stagione 1922. I proprietari degli Yankees risposero acquistando un terreno nel Bronx, vicino al Fiume Harlem per 675.000 dollari, iniziando a costruire il proprio stadio nel maggio 1922. Quell'anno i Giants sconfissero ancora gli Yankees nelle World Series 1922. Lo Yankee Stadium aprì il 18 aprile 1923, Ruppert e Huston finanziarono il progetto con 2,5 milioni di dollari. Nel 1923 gli Yankees batterono i Giants vincendo le loro prime World Series, andando poi a dominare le scena del baseball negli anni venti e trenta. Nel 1937 la squadra divenne la prima a vincere sei World Series.
Nel 1929, Ruppert aggiunse i numeri alle uniformi della squadra, cosa che sarebbe stata adottata da tutte le altre squadre. A proposito affermò "Molti tifosi non vengono regolarmente alle partite e non riescono a identificare immediatamente i giocatori."
Al momento della morte di Ruppert la squadra si avviava a diventare quella di maggior successo della storia della Major League Baseball e degli sport professionistici nord americani..
Ruppert e Ruth ebbero pubblici screzi riguardo ai contratti di Ruth. Tuttavia erano anche amici e, secondo Ruth, Ruppert lo chiamo "Babe" solo una volta, la notte prima di morire. In genere, Ruppert lo chiamava "Root" (come "Ruth" con la sua voce dall'accento tedesco); chiamava chiunque, inclusi gli amici più stretti, per cognome. Ruth fu una delle ultime persone a vedere Ruppert vivo.